# Prosopocera brunneomaculata
Prosopocera brunneomaculata là một loài bọ cánh cứng trong họ Cerambycidae.